# Oddesundvej
 Oddesundvej   er en 2 sporet motortrafikvej der går syd for Thisted  til det nordlige Thisted , den er en del af primærrute 11 og primærrute 26 der går imellem Tønder og Aalborg, og Aarhus til Hanstholm.
Vejen starter i det sydlige Thisted ved erhvervsområdet og føres mod nord. Vejen passer Malervej hvor der er frakørsel til  Vorupør, Sjørring,og Thisted V. Derefter føres vejen nord om Tingstrup og videre til Hanstholmvej, hvorfra der er forbindelse til Thisted N og primærrute 26 videre mod Hanstholm. Motortrafikvejen ender i Hanstholmvej  hvorfra vejen føres videre som hovedlandevej mod Aalborg.
| Trafik | Spire Denne trafikartikel er en spire som bør udbygges. Du er velkommen til at hjælpe Wikipedia ved at udvide den. |

56°58′03″N 8°39′15″Ø / 56.9675°N 8.6541°Ø